# حيد جلب (بني مطر)

تعديل مصدري - تعديل

حيد جلب هي إحدى قرى عزلة الثلث بمديرية بني مطر التابعة لمحافظة صنعاء، بلغ تعداد سكانها 503 نسمة حسب تعداد اليمن لعام 2004.